# 359P/LONEOS
359P/LONEOS, komet Jupiterove obitelji